# Marieholm, Göteborg
Marieholm är ett industri- och handelsområde i östra Göteborg. Området har sitt namn efter Marieholms landeri.